# Тафгай

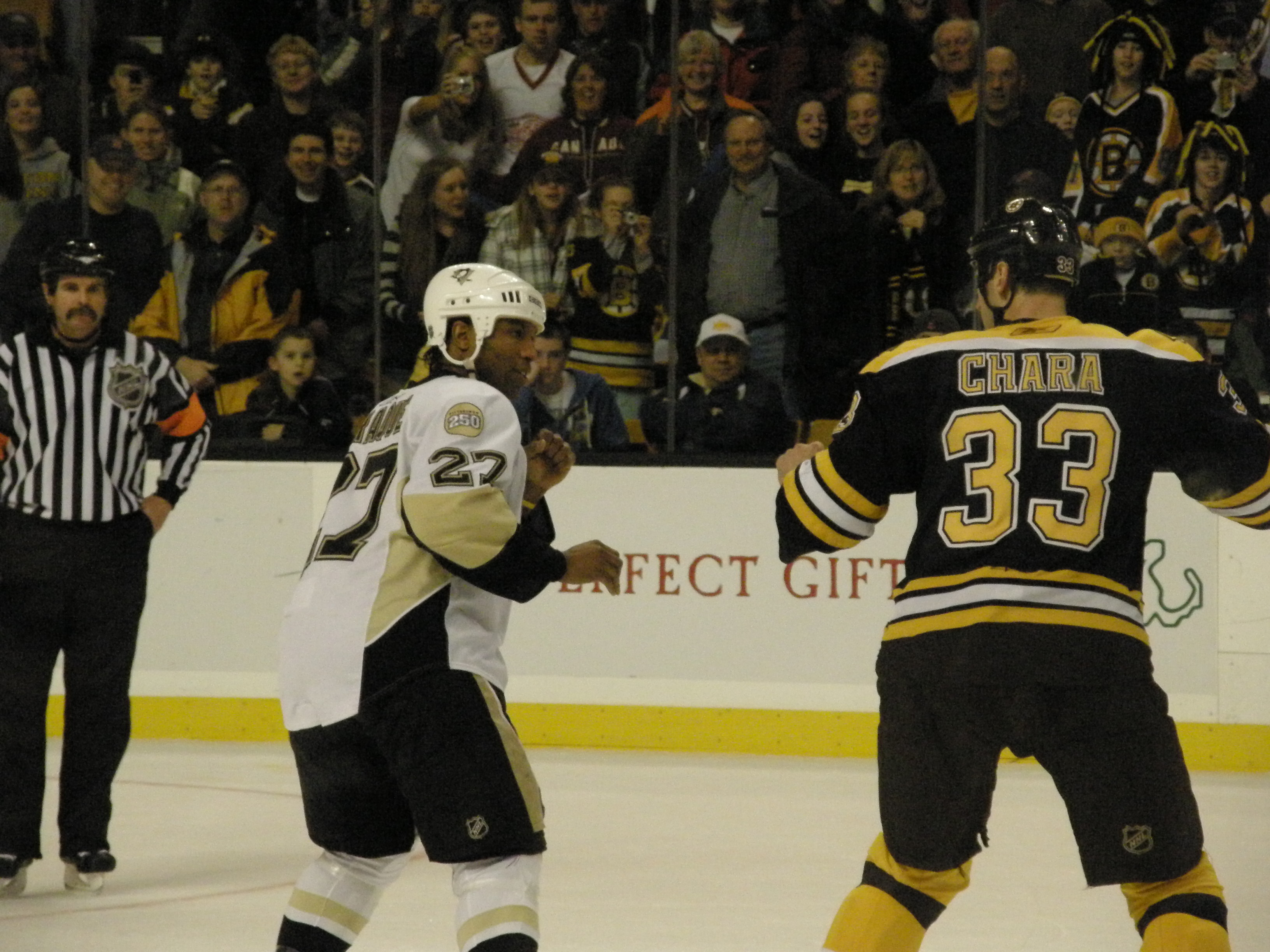
Жорж Ларак і Здено Хара

Тафгай (він же поліцай; від англ. tough guy, що в перекладі значить — крутий хлопець, інші терміни enforcer, fighter, goon) — гравець хокейної команди, що має свої, абсолютно специфічні, задачі під час гри. Його основна мета захистити найкращих гравців та голкіпера своєї команди від силових прийомів і жорсткої гри суперників або таких самих тафгаїв. Для цього він може застосувати або жорстку гру у відповідь, або викликати на кулачний бій супротивника.

## Історія
В переважній більшості тафгаї — це справді міцні хлопці, що мають велику вагу і краще вправляються в кулачному поєдинку, ніж в хокейному, хоча і не позбавлені таланту в останньому. Найпоширеніша практика проведення кулачних боїв між хокеїстами спостерігається в Північній Америці, особливо в нижчих лігах (AHL, ECHL). З Америки така практика прийшла і в Європу. Перш за все такі кулачні поєдинки існують для більшої видовищності самої гри (багато з хокейних глядачів обожнюють з'ясування стосунків тафгаїв). Безпосередньо на саму хокейну гру такі дії впливають мало.
Здебільшого сутички проводяться виключно для глядачів, через що втрачають у видовищності. Зовсім інша ситуація, коли сутичка вибухає у відповідь на жорсткі дії опонента або через несприятливий рахунок. Дуже часто саме через відставання в рахунку, тафгаї наважуються на проведення кулачного бою задля збадьорення партнерів по команді (інколи це приносить бажаний результат). Ще рідше трапляються випадки, коли після кулачного поєдинку один з гравців не може самостійно покинути льодовий майданчик (доходить навіть до смертельних випадків). Саме через спричинення шкоди здоров'ю гравців, в НХЛ ведуться дискусії щодо заборони проведення кулачних боїв.
Штрафують бійців по різні сторони океану, по-різному. В північноамериканських лігах за бійку гравці отримують обопільне вилучення на п'ять хвилин. Для прикладу в Росії, гравець, що брав участь у сутичці, вилучається до кінця матчу з можливою дискваліфікацією на ще один поєдинок. Так само і в міжнародних змаганнях (чемпіонати світу, Олімпійські ігри) під егідою IIHF.
За амплуа, найчастіше тафгаї є форвардами. Оскільки в НХЛ в заявку на матч потрапляють тільки 18 польових гравців (в більшості випадків 4 ланки форвардів і 3 пари захисників), то команди не можуть собі дозволити тримати в команді захисника-тафгая. Хоча і серед представників цього амплуа також трапляються класні бійці, зокрема: Здено Хара, Джон Ерскін, Ерік Рейтц, Ед Жовановскі, Кріс Пронгер та ін.

## Найкращі тафгаї світу
- Жорж Ларак
- Вейд Белак
- Дональд Брашир
- Дерек Бугаард
- Кріс Саймон
- Брайан Мак-Греттон
- Ендрю Пітерс
- Джордж Паррос
- Зак Стортіні
- Даніель Карчілло
- Колтон Орр
- Джоді Шеллі

## Відомі тафгаї минулого
- Лу Фонтінато
- Роб Рей
- Тоні Твіст
- Боб Проберт
- Марті Мак-Сорлі
- Тай Домі
- Нік Кіпреос
- Стю Грімсон
- Джино Оджик
- Джой Кочур
- Джон Кордіч
- Крейг Берубе
- Дейв Семенко